# Benjamin McCulloch
Benjamin McCulloch (Contea di Rutherford, 11 novembre 1811 – Contea di Benton, 7 marzo 1862) è stato un generale e politico statunitense, soldato della rivoluzione del Texas, ranger del Texas, US Marshal e generale di brigata dell'esercito confederato durante la guerra civile americana.

## Biografia
Nacque nella Contea di Rutherford in Tennessee, quarto dei dodici figli di Alexander McCulloch e Frances Fisher Lenoir. Il padre, laureato alla Yale University, era un ufficiale durante la Creek War del 1813 e 1814 in Alabama (e a quanto pare alla battaglia di New Orleans nel 1815). Sua madre era figlia di un eminente piantatore della Virginia. La famiglia McCulloch era stata ricca, influente politicamente e socialmente prominente nella Carolina del Nord prima della Rivoluzione americana, ma Alexander aveva sprecato gran parte della sua eredità e non era neanche in grado di educare i suoi figli. (Due dei fratelli maggiori di Benjamin avevano brevemente frequentato una scuola del Tennessee nella quale insegnava il loro vicino di casa, Samuel Houston). Uno dei fratelli minori di Ben fu Henry Eustace McCulloch, anche lui ufficiale confederato e generale. Un altro fratello, Alexander, combatté nella Rivoluzione del Texas e come capitano in Messico.
La famiglia McCulloch, come molte altre sulla frontiera, si spostò spesso per scelta o per necessità. Nei venti anni successivi alla loro partenza dalla Carolina del Nord e alla nascita di Benjamin, vissero nella parte orientale del Tennessee, in Alabama, nel Tennessee occidentale e poi si stabilirono a Dyersburg, dove uno dei loro vicini più prossimi era David Crockett - che ebbe grande influenza sul giovane Benjamin.
Nel 1834, McCulloch si diresse verso ovest. Ma raggiunse St. Louis troppo tardi per unirsi ai cacciatori di pellicce diretti verso la montagna per la stagione di caccia. Cercò di partecipare a una società di trasporto merci in direzione di Santa Fe ma non trovò disponibilità. Si trasferì in Wisconsin per indagare sulla possibilità di trovare una miniera di piombo, ma trovò tutte le migliori postazioni già occupate da parte di società minerarie di grandi dimensioni. Nell'autunno del 1835, tornò in Tennessee per riprendere l'attività di agricoltore.

## Carriera in Texas
Quando Davy Crockett si recò in Texas nel 1835 (dopo la sua sconfitta nella campagna ler l'elezione al terzo Congresso), Ben McCulloch - stanco di agricoltura, ma in cerca di avventura - decise di accompagnarlo, così come suo fratello Henry McCulloch. Progettarono di raggiungere i Tennessee Boys di Crockett a Nacogdoches il giorno di Natale. Benjamin venne colpito dal morbillo, e fu costretto a letto per diverse settimane. I fratelli arrivarono troppo tardi a Nacogdoches, ma si spinsero verso San Antonio. Il ritardo impedì loro di giungere a San Antonio fino a dopo la battaglia di Alamo.
McCulloch si arruolò nell'esercito texano di Sam Houston nella sua ritirata ad est del Texas. Assegnato al capitano di artiglieria Isaac N. Moreland alla battaglia di San Jacinto (21 aprile 1836), comandò una delle "Twin Sisters" - due cannoni da sei libbre inviati, per aiutare i texani, dai cittadini di Cincinnati. A seguito dei successi conseguiti contro le posizioni del Messico ricevette la promozione sul campo a primo luogotenente. Per il suo servizio (risalente a prima del 18 aprile 1836), McCulloch ricevette una donazione di 320 acri di terreno (1,3 km²). Nel 1839 ricevette una seconda donazione di 640 acri (2,6 km²), per il suo servizio a San Jacinto.
McCulloch venne poi aggregato al reggimento di cavalleria del Capitano William H. Smith , ma ha lasciato l'esercito per ritornare in Tennessee. E vi tornò pochi mesi dopo con una compagnia di trenta volontari sotto il comando di Robert Crockett, figlio di Davy.
Nel 1838, riprese la professione di rilevatore topografico per la Repubblica del Texas dentro e intorno alla comunità di Seguin, per poi unirsi ai Texas Rangers, come tenente sotto il capitano John Coffee "Jack" Hays. Acquisì una reputazione di combattente indiano, preferendo fucili, pistole e coltelli Bowie alla regolamentare sciabola e carabina.
A seguito della sua nuova fama, venne eletto alla Camera dei Rappresentanti della Repubblica del Texas nel 1839. La campagna fu controversa, e McCulloch combatté un duello al fucile, l'anno seguente, contro il colonnello Reuben Ross, procurandosi una ferita che lasciò il suo braccio destro paralizzato per tutto il resto della sua vita. Benjamin considerava chiusa la questione, ma l'anno successivo vi fu una ripresa, questa volta coinvolgendo Henry McCulloch, che uccise Ross con una pistola.
Nel 1842, McCulloch tornò ad un intermittente servizio militare. Alla battaglia di Plum Creek, il 12 agosto 1840, fu scout contro i Comanche, e comandò poi l'ala destra dell'esercito Texas. Quando un gruppo di incursori sotto il comando del generale messicano Rafael Vasquez investirono San Antonio nel mese di febbraio 1842, McCulloch fu un elemento di primo piano nella lotta che spinse i messicani al di là del Rio Bravo e Rio Grande. Un secondo raid messicano guidato dal generale Adriano Woll, nel settembre dello stesso anno, conquistò nuovamente San Antonio. McCulloch fu poi scout per il capitano dei Rangers Hays. Lui e suo fratello, Henry, parteciparono successivamente alla fallita spedizione Somervell ed entrambi riuscirono a fuggire poco prima che la maggior parte dei texani venissero catturati a Mier, in Messico, il 25 dicembre 1842.
Samuel Reid, un volontario della Louisiana, descrisse McCulloch e la sua compagnia Ranger come "uomini in gruppo con lunghe barbe e baffi, vestito con ogni varietà di abbigliamento, con una sola eccezione, il cappello stravaccato, l'uniforme inconfondibile di un ranger del Texas, e un paio di pistole alla cintura, [che] erano occupati ad asciugare le loro coperte, alla pulizia delle armi, e alcuni impiegati a cucinare, mentre altri erano impegnati a governare i loro cavalli. Dotati di sembianze ruvide come mai viste prima. Erano senza tende, e un capannone miserabile dava loro l'unico rifugio. Il capitano McCulloch ci ha presentato i suoi ufficiali e molti dei suoi uomini, che apparvero ordinati e ben educati. Ma dal loro aspetto rugoso, era difficile dire chi o cosa fossero. Nonostante il loro aspetto feroce e fuorilegge, vi erano fra loro medici e avvocati e molti erano laureati". McCulloch partecipò anche ad una missione con il maggiore Dahlin.

## La guerra contro il Messico
Nel 1845, McCulloch venne eletto dalla Contea di Gonzales al primo parlamento dello stato del Texas dopo la sua entrata nell'Unione. Nella primavera del 1846, fu approvata una legge che lo nominava generale di divisione al comando di tutte le milizie del Texas a ovest del fiume Colorado. Nello stesso anno, con lo scoppio della guerra messico-statunitense, mise assieme una compagnia di Rangers che divenne la compagnia A del 1º Reggimento volontari a cavallo del Texas del colonnello Hays, che erano noti per la loro capacità di viaggiare regolarmente 400 chilometri in dieci giorni o meno. Successivamente venne nominato capo degli scout sotto il generale Zachary Taylor, futuro presidente degli Stati Uniti, con il grado di maggiore, e divenne noto a livello nazionale per le sue imprese audaci nel nord del Messico. (La sua compagnia di scout comprendeva George Wilkins Kendall, direttore del New Orleans Picayune). A quel punto, McCulloch parlava correntemente spagnolo e le sue conoscenze di boscaiolo gli permettevano di scivolare inosservato avanti e indietro attraverso le linee e più di una volta penetrò fino ad un chilometro dalla tenda di Antonio López de Santa Anna.
McCulloch portò la sua compagnia di scouting come fanteria montata alla battaglia di Monterrey e il suo egregio lavoro di ricognizione che precedette la battaglia di Buena Vista salvò probabilmente l'esercito di Taylor dal disastro. Dopo Buena Vista venne promosso al grado di maggiore dei volontari degli Stati Uniti.
Alla fine della guerra, McCulloch venne interpellato dal Magg. Gen. David E. Twiggs, ma preferì aderire alla corsa ai campi d'oro della California nel 1849. Mentre non trovò mai l'oro, venne eletto sceriffo di Sacramento. (Il suo vecchio comandante, il colonnello Hays, era stato eletto sceriffo di San Francisco, nello stesso giorno). I suoi vecchi amici Samuel Houston e Thomas J. Rusk, ora al Senato degli Stati Uniti, cercarono di organizzare la sua nomina al comando di un reggimento di frontiera dell'esercito, ma la sua mancanza di istruzione formale agì contro di lui e la nomina non andò a buon fine. Nel 1852, il presidente Franklin Pierce gli promise il comando della cavalleria degli Stati Uniti, ma il Segretario di Stato alla Guerra Jefferson Davis lo assegnò invece a Albert Sidney Johnston.
McCulloch venne nominato maresciallo degli Stati Uniti per il Distretto Orientale del Texas nel 1852, prestando servizio sotto le amministrazioni di Pierce e Buchanan. Tuttavia, cosciente della sua mancanza di formale educazione militare, spese molto del suo mandato a studiare scienza militare nelle biblioteche a Washington. Nel periodo successivo alla guerra dello Utah, nel 1858 fu uno dei commissari inviati a negoziare la pace con Brigham Young in Utah (l'altro era l'ex governatore Lazarus W. Powell del Kentucky).

## Guerra civile
Il Texas dichiarò la secessione dall'Unione, il 1º febbraio 1861, e il 14 febbraio, McCulloch ricevette il grado di colonel dal presidente Jefferson Davis, con il commento che "per i texani, un momento di preavviso è sufficiente quando il loro Stato richiede il loro servizio". Venne autorizzato a chiedere la resa di tutti i comandi militari federali dello Stato. Successivamente, la mattina del 16 febbraio, il Generale Twiggs, trovando che più di 1.000 soldati del Texas avevano circondato le sue installazioni in modo ordinato durante la notte, consegnò a McCulloch tutte le proprietà federali di San Antonio. In cambio le truppe di Twigg avrebbero dovuto poter lasciare lo stato illese. L'11 maggio, il presidente Davis nominò McCulloch generale di brigata.
McCulloch venne posto al comando dei territori indiani ed installò il suo quartier generale a Little Rock, iniziando a mettendo insieme un esercito d'Occidente, con reggimenti del Texas, Arkansas e Louisiana. Fu fortemente in disaccordo con il Generale Sterling Price del Missouri, ma con l'aiuto del generale di brigata Albert Pike, fu in grado di costruire alleanze per la Confederazione con Cherokee, Choctaw, e Creek.
Il 10 agosto 1861, le truppe di McCulloch, sebbene relativamente male armate, sconfissero facilmente l'esercito del generale Nathaniel Lyon alla battaglia di Wilson Creek, nel Missouri. "Abbiamo una media di soli 25 munizioni per uomo," riferì McCulloch, "e non possiamo più riceverne da Fort Smith e Baton Rouge". Non aveva una grande opinione degli uomini di Price, osservando che essi erano indisciplinati, comandati per lo più da politici incompetenti e inesperti, e possedevano solo una scarsa dotazione di armi e attrezzature. Per circa 5.000 di loro, la durata dell'arruolamento era già andata oltre ed erano ansiosi di tornare a casa. La cooperazione tra i contingenti di Arkansas e Missouri era stata debole, con "poca cordialità tra i due eserciti". La sua mancanza di fiducia nel Missouri portò McCulloch ad esitare quando un audace attacco avrebbe potuto distruggere la forza minore di Lione e dare il Missouri alla Confederazione.
La faida continua tra McCulloch e Price portò alla nomina del generale Earl Van Dorn al comando generale, Henry Heth e Braxton Bragg avendo rifiutato la nomina. Quando Van Dorn lanciò una spedizione contro St. Louis , alla cui strategia McCulloch fu fortemente contrario, fu di nuovo la ricognizione di McCulloch che contribuì maggiormente a ciò che fu il piccolo successo di Van Dorn.
McCulloch comandò l'ala destra confederata alla battaglia di Pea Ridge (o Taverna Elkhorn), Arkansas, e il 7 marzo 1862, dopo molte manovre, le sue truppe presero la batteria chiave dell'artiglieria dell'Unione. La resistenza degli unionisti aumentò in tarda mattinata, tuttavia, McCulloch prese ad esplorare le posizioni nemiche, venne colpito da un colpo di fucile, scalzato dalla sella e morì sul colpo. McCulloch aveva sempre avuto in antipatia le uniformi dell'esercito ed indossava un abito civile di velluto nero e stivali di gomma, al momento della sua morte. Il colpo fatale è stato rivendicato dal cecchino Peter Pelican del 36 Fanteria dell'Illinois.
Il suo vice e prossimo al comando, Briga. Gen. James M. McIntosh , capo della cavalleria, venne ucciso pochi minuti dopo mentre organizzava il recupero del corpo di McCulloch. Il Confederato Col. Louis Hébert venne catturato nella stessa carica, e le forze confederate, senza leadership, lentamente crollarono e si ritirarono. Gli storici danno la colpa del disastro confederato a Pea Ridge e la conseguente perdita dell'indifeso Arkansas alla morte del generale Benjamin McCulloch.
McCulloch venne sepolto sul campo di battaglia a Pea Ridge, ma venne successivamente rimosso con altre vittime della battaglia e traslato in un cimitero a Little Rock. Egli fu poi inumato nel cimitero di Stato del Texas a Austin. I suoi scritti sono ospitati presso il Center for American History (un tempo Barker Texas History Center)  presso l'Università del Texas ad Austin. La contea di McCulloch, in Texas, fondata nel 1856 e situata nel centro geografico attuale dello stato, è stata chiamata in suo onore. Egli è anche uno dei trenta uomini inseriti nella Texas Ranger Hall of Fame di Fort Fisher, Waco.